# Pseudosaica
Pseudosaica is een geslacht van wantsen uit de familie van de Reduviidae (Roofwantsen). Het geslacht werd voor het eerst wetenschappelijk beschreven door Blinn in 1990.

## Soorten
Het genus bevat de volgende soorten:

- Pseudosaica florida (Barber, 1914)
- Pseudosaica panamaensis Blinn, 1990